# Aleksandr Minajew (1954–2018)
Aleksandr Aleksiejewicz Minajew, ros. Александр Алексеевич Минаев (ur. 11 sierpnia 1954 w Żeleznodorożnyj, w obwodzie moskiewskim, Rosyjska FSRR, zm. 6 grudnia 2018 w Moskwie) – rosyjski piłkarz, grający na pozycji pomocnika, reprezentant Związku Radzieckiego, trener piłkarski.

## Kariera piłkarska

### Kariera klubowa
Wychowanek klubu Spartak Moskwa. W 1972 rozpoczął karierę piłkarską w składzie pierwszej drużyny Spartaka. W 1976 w celu wykonania służby wojskowej przeszedł do Dynama Moskwa, w którym w 1984 zakończył karierę piłkarską.

### Kariera reprezentacyjna
20 marca 1976 debiutował w reprezentacji Związku Radzieckiego w spotkaniu towarzyskim z Argentyną przegranym 0:1. Łącznie rozegrał 22 mecze i strzelił 4 gole.
W latach 1975–1976 rozegrał 11 meczów w olimpijskiej reprezentacji ZSRR i strzelił 5 goli.

## Kariera trenerska
Po zakończeniu kariery piłkarskiej rozpoczął pracę trenerską. W latach 1985–1995 szkolił dzieci w SDJuSzOR Dinamo Moskwa. Od 1996 pomagał trenować kluby Dinamo-2 Moskwa, FK Sierpuchow, Mostransgaz i Stolica Moskwa. Od 2005 pracował na stanowisku Prezesa Zarządu Piłkarskiego Klubu Weteranów Stolica, od lipca 2005 trenował reprezentację rosyjskich weteranów w piłce nożnej.

## Sukcesy i odznaczenia

### Sukcesy klubowe
- mistrz ZSRR: 1976 (wiosna)
- wicemistrz ZSRR: 1974
- zdobywca Pucharu ZSRR: 1977
- zdobywca Pucharu Sezonu ZSRR: 1977

### Sukcesy reprezentacyjne
- mistrz Europy U-23: 1976
- brązowy medalista Letnich Igrzysk Olimpijskich: 1976

### Sukcesy indywidualne
- wybrany do listy 33 najlepszych piłkarzy ZSRR: Nr 1 (1977, 1978), Nr 2 (1979), Nr 3 (1975)

### Odznaczenia
- tytuł Mistrza Sportu
- tytuł Mistrza Sportu Klasy Międzynarodowej: 1979
- tytuł Zasłużonego Mistrza Sportu Rosji: 2010